# China Merchants Bank Tower
China Merchants Bank Tower (chiń. 招商銀行大厦; pinyin Zhāoshāng Yīnháng Dàshà) – wieżowiec w Shenzhen, w prowincji Guangdong, w Chińskiej Republice Ludowej, o wysokości 225 metrów. Budynek został otwarty w 2001 i liczy 50 kondygnacji.